# Estêvão de Paris
Estêvão de Paris foi conde de Paris entre 778 e 811.

## Biografia
Filho mais velho do conde Geraldo I, Estêvão nasceu por volta de 754. A 28 de julho de 754, por ocasião da coroação, em Saint-Denis de Pepino, o Breve pelo papa Estêvão II, seu pai que assiste à cerimónia pediu ao pontífice para baptizar o seu filho mais velho, que é chamado Estêvão.
Ele sucede a seu pai como conde de Paris. Ele tem por irmãos Begão de Paris e Leutardo I de Paris, os quais lhe sucederam.